# Osmia laticauda
Osmia laticauda är en biart som beskrevs av Stanek 1969. Den ingår i släktet murarbin och familjen buksamlarbin. Inga underarter finns listade i Catalogue of Life.

## Beskrivning
Artens grundfärg är metallglänsande, mörkblå hos honan, grön hos hanen. Behåringen är övervägande vit. Kring antennerna och clypeus är behåringen hos honan fjäderliknande, samt gulaktig mot nederdelen av ansiktet för att övergå till orange på mandiblerna. Hos hanen är ansiktsbehåringen av normalt utseende, men extra tät. Hos båda könen finns det dessutom tussar av kontrasterande hår just under clypeus, hos honan gula, hos hanen orange. Andra skillnader mellan könen är att hanens mandibler har två taggar, medan honans har tre, samt att den vita behåringen bildar band på honans bakkropp. Hanen är också mindre än honan, med en kroppslängd på omkring 6 mm mot hennes 8 mm.

## Utbredning
Utbredningsområdet omfattar Bulgarien, Nordmakedonien, Grekland, Turkiet och Iran.

## Ekologi
Som alla murarbin är Osmia laticauda solitär (icke-social), den har inga kaster, utan honan ansvarar själv för avkommans omsorg. Arten är polylektisk, den flyger till blommande växter från flera familjer. Kända pollenkällor är ärtväxter och kransblommiga växter.